# Live in Pittsburgh 1970
Live in Pittsburgh 1970 è un album live dei The Doors registrato alla Pittsburgh Civic Arena il 2 maggio 1970, costituito dalle canzoni eseguite durante l'intero concerto. L'unica variante dell'album è costituita da Someday Soon eseguita molto raramente dai Doors all'epoca durante i concerti (la canzone è presente solo in un altro concerto) quello di Seattle del 5 giugno 1970 presente nella raccolta The Doors Box Set del 1997 e in Essential Rarities e da una particolare versione medley di When the Music's Over che comprende versi presi da Break on Through (To the Other Side), da  Push Push e da The Soft Parade. L'album è stato accolto con molto entusiasmo dai fan della band.

## Tracce
Le canzoni sono scritte dai Doors salvo dove è indicato.
1. Back Door Man (Willie Dixon/Chester Burnett)
2. Love Hides
3. Five To One
4. Roadhouse Blues
5. Mystery Train (Parker, Phillips)
6. Away In India
7. Cross Road Blues (Robert Johnson)
8. Universal Mind
9. Someday Soon
10. When the Music's Over
11. Break on Through (To the Other Side)
12. Push Push
13. The Soft Parade Vamp
14. Tonight You're In For A Special Treat
15. Close To You (Willie Dixon)
16. Light My Fire

## Formazione
- Jim Morrison – voce
- Ray Manzarek – organo, pianoforte, tastiera, basso[1] e voce in Close To You
- John Densmore – batteria
- Robby Krieger – chitarra